# 藤懸永直
藤懸 永直（ふじかけ ながなお、1689年（元禄2年） - 1746年1月17日（延享2年12月26日））は江戸時代の旗本。通称は伊織。別名は長吉。父は藤懸永次。母は伊丹勝政の娘。妻は酒井雅楽頭家家臣・川合宗恒の養女（川合広宗の娘）。子に藤懸永房、藤懸永昌、藤懸永春。
叔父藤懸永久の養子となり、10歳で家督を継承。小普請、徒士頭、御先手弓頭と昇進、1738年に火付盗賊改方に就任する。無頼集団のきおい組（気生組、気負組、競組）を壊滅に追い込むなど、江戸の治安維持に貢献したが、明暦の大火以来法令で厳禁とされていた覆面や頬かむりを着用する者を手当たり次第に取り締まるなど苛烈な処置が多く、市井の人々からは落書で風刺、揶揄され、人気、人望は芳しくなかった。1745年、高家の大沢基朝らが、遊郭で遊女達に殿中の衣装を見せびらかしたことを待ち伏せて従僕を捕らえて暴露させ、不行跡であると若年寄に上申したが、逆に永直のこの詮索こそ度が過ぎた越権行為であると咎められ、火付盗賊改方を罷免される。あまりにも峻厳な姿勢が裏目に出る形となった。失脚した永直は半年後失意の内に没した。

## 関係図書
- 釣洋一『江戸刑事人名事典 火附盗賊改』新人物往来社、2006年、ISBN 4-404-03411-3